# Агрегатное состояние

Агрега́тное состоя́ние вещества (от лат. aggrego «присоединяю») — физическое состояние вещества, зависящее от соответствующего сочетания температуры и давления.
Изменение агрегатного состояния может сопровождаться скачкообразным изменением свободной энергии, энтропии, плотности и других физических величин.
Классически выделяют четыре агрегатных состояния: твёрдое, жидкое, газообразное, плазменное. В плазменное состояние переходят газы при повышении температуры и фиксированном давлении. Отличительной особенностью является отсутствие резкой границы перехода к плазменному состоянию. Существуют и другие агрегатные состояния.
Определения агрегатных состояний не всегда являются строгими. Так, существуют аморфные тела, сохраняющие структуру жидкости и обладающие небольшой текучестью и способностью сохранять форму; жидкие кристаллы текучи, но при этом обладают некоторыми свойствами твёрдых тел, в частности, могут поляризовать проходящее через них электромагнитное излучение.
Для описания различных состояний в физике используется более широкое понятие термодинамической фазы. Явления, описывающие переходы от одной фазы к другой, называют критическими явлениями.
Основным термодинамическим (феноменологическим) признаком различия видов агрегатного состояния вещества является наличие энергетической границы между фазами: теплота испарения как граница между жидкостью и её паром и теплота плавления как граница между твёрдым веществом и жидкостью.

## Четыре основных состояния

### Твёрдое

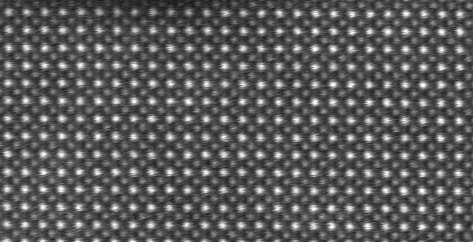
Кристаллические вещества: атомное разрешение изображения титаната стронция. Яркие атомы — Sr, темнее их Ti.

В твёрдом состоянии вещество сохраняет как форму, так и объём. При низких температурах все вещества замерзают — превращаются в твёрдые тела. Температура затвердевания может быть несколько повышена при увеличении давления. Твёрдые тела делятся на кристаллические и аморфные. С микроскопической точки зрения твёрдые тела характерны тем, что молекулы или атомы в них в течение длительного времени сохраняют своё среднее положение неизменным, только совершая колебания с небольшой амплитудой вокруг них. В кристаллах средние положения атомов или молекул строго упорядочены. Кристаллы характеризуются пространственной периодичностью в расположении равновесных положений атомов, которая достигается наличием дальнего порядка и носит название кристаллической решётки. Естественная форма кристаллов — правильные многогранники.
В аморфных телах атомы колеблются вокруг хаотически расположенных точек, у них отсутствует дальний порядок, но сохраняется ближний, при котором молекулы расположены вплотную на расстояниях, сравнимых с расстояниями между атомами в молекулах. Согласно классическим представлениям, устойчивым состоянием (с минимумом потенциальной энергии) твёрдого тела является кристаллическое. Частным случаем аморфного состояния является стеклообразное состояние. Аморфное тело находится в метастабильном состоянии и с течением времени должно перейти в кристаллическое состояние, однако время кристаллизации бывает столь велико, что метастабильность вовсе не проявляется. Аморфное тело можно рассматривать как жидкость с очень большой (часто бесконечно большой) вязкостью. Кристаллические твёрдые тела имеют анизотропные свойства, то есть их отклик на приложенные внешние силы зависит от ориентации сил относительно кристаллографических осей. В твердотельном состоянии вещества могут иметь много фаз, которые отличаются структурой или другими характеристиками, такими как упорядочение спинов в ферромагнетиках.

### Жидкое

Структура классической одноатомной жидкости.

В жидком состоянии вещество сохраняет объём, но не сохраняет форму. Жидкое состояние обычно считают промежуточным между твёрдым телом и газом.
Форма жидких тел может полностью или отчасти определяться тем, что их поверхность ведёт себя как упругая мембрана. Так, вода может собираться в капли. При перемешивании и различии температур внутри жидкости и на поверхности жидкость способна течь под своей неподвижной поверхностью.
Молекулы жидкости не имеют определённого положения, но в то же время им недоступна полная свобода перемещений. Между ними существует притяжение, достаточно сильное, чтобы удержать их на близком расстоянии.
Вещество в жидком состоянии существует в определённом интервале температур, ниже которого переходит в твёрдое состояние (происходит кристаллизация либо превращение в твердотельное аморфное состояние — стекло), выше — в газообразное (происходит испарение). Границы этого интервала зависят от давления.
Как правило, вещество в жидком состоянии имеет только одну модификацию. (Наиболее важные исключения — это квантовые жидкости и жидкие кристаллы.) Поэтому в большинстве случаев жидкость является не только агрегатным состоянием, но и термодинамической фазой (жидкая фаза).
Все жидкости принято делить на чистые жидкости и смеси. Некоторые смеси жидкостей имеют большое значение для жизни: кровь, морская вода и др. Жидкости могут выполнять функцию растворителей.
Как и газ, жидкости тоже в основном изотропные. Однако, существуют жидкости с анизотропными свойствами — жидкие кристаллы. Кроме изотропной, так называемой нормальной фазы, эти вещества, мезогены, имеют одну или несколько упорядоченных термодинамических фаз, которые называют мезофазы. Составление в мезофазы происходит благодаря особой форме молекул жидких кристаллов. Обычно это длинные узкие молекулы, которым выгодно укладываться так, чтобы их оси совпадали.

### Газообразное

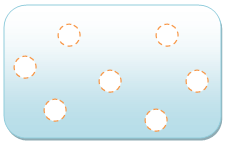
Промежутки между молекулами газа очень большие. Молекулы газа обладают очень слабыми связями. Молекулы в газе могут перемещаться свободно и быстро.

Газообразное состояние характерно тем, что оно не сохраняет ни форму, ни объём. Причем заполняет весь доступный ему объём. Это состояние, свойственное веществам с малой плотностью. Переход из жидкого в газообразное состояние называют парообразованием, а противоположный ему переход из газообразного состояния в жидкое — конденсацией. Переход из твёрдого состояния в газообразное, минуя жидкое, называют сублимацией или возгонкой. С микроскопической точки зрения газ — это состояние вещества, в котором его отдельные молекулы взаимодействуют слабо и движутся хаотически. Взаимодействие между ними сводится к спорадическим столкновениям. Кинетическая энергия молекул превышает потенциальную. Подобно жидкостям, газы обладают текучестью и сопротивляются деформации. В отличие от жидкостей, газы не имеют фиксированного объёма и не образуют свободной поверхности, а стремятся заполнить весь доступный объём (например, сосуда). По химическим свойствам газы и их смеси весьма разнообразны — от малоактивных инертных газов до взрывчатых газовых смесей. Понятие «газ» иногда распространяют не только на совокупности атомов и молекул, но и на совокупности других частиц — фотонов, электронов, броуновских частиц, а также плазму. Некоторые вещества не имеют газообразного состояния. Это вещества со сложным химическим строением, которые при повышении температуры распадаются вследствие химических реакций раньше, чем становятся газом. Не существует различных газообразных термодинамических фаз одного вещества. Газам свойственна изотропия, то есть независимость характеристик от направления. В привычных для человека земных условиях, газ имеет одинаковую плотность в любой точке, однако это не является универсальным законом, во внешних полях, например в поле тяготения Земли, или в условиях различных температур плотность газа может меняться от точки к точке. Газообразное состояние вещества в условиях, когда возможно существование устойчивой жидкой или твёрдой фазы этого же вещества, обычно называется паром.

### Плазма

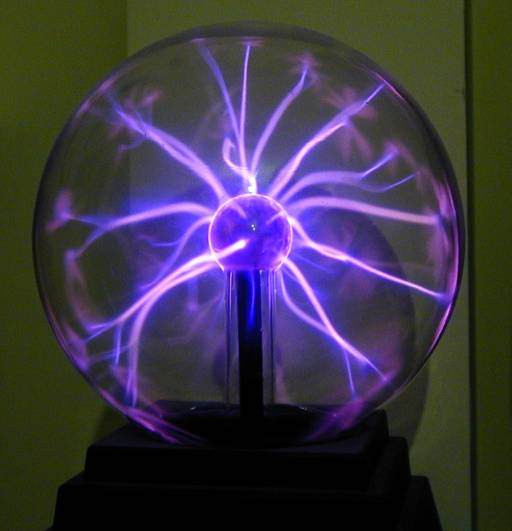
Плазменная декоративная лампа.

Четвёртым агрегатным состоянием вещества часто называют плазму. Плазма является частично или полностью ионизированным газом и в равновесном состоянии обычно возникает при высокой температуре, от нескольких тысяч К и выше. В земных условиях плазма образуется в газовых разрядах. Её свойства напоминают свойства газообразного состояния вещества, за исключением того факта, что для плазмы принципиальную роль играет электродинамика, то есть равноправной с ионами и электронами составляющей плазмы является электромагнитное поле.
Плазма — самое распространённое во Вселенной агрегатное состояние вещества. В этом состоянии находится вещество звёзд и вещество, наполняющее межпланетное, межзвёздное и межгалактическое пространство. Бо́льшая часть барионного вещества (по массе около 99,9 %) во Вселенной находится в состоянии плазмы..

## Фазовый переход
Фазовый переход по фазовой диаграмме при изменении её интенсивных параметров (температуры, давления и тому подобное) происходит, когда система пересекает линию, разделяющую две фазы. Поскольку разные термодинамические фазы описываются различными уравнениями состояния, всегда можно найти величину, которая скачкообразно меняется при фазовом переходе.
При фазовом переходе первого рода скачкообразно изменяются самые главные, первичные экстенсивные параметры: удельный объём, количество запасённой внутренней энергии, концентрация компонентов и т. п. Фазовые переходы второго рода происходят в тех случаях, когда меняется симметрия строения вещества (симметрия может полностью исчезнуть или понизиться).

## Низкотемпературные состояния

### Сверхтекучесть
Способность вещества в особом состоянии (квантовой жидкости), возникающем при понижении температуры к абсолютному нулю (термодинамическая фаза), протекать через узкие щели и капилляры без трения. До недавнего времени сверхтекучесть была известна только у жидкого гелия, однако в последние годы сверхтекучесть была обнаружена и в других системах: в разреженных атомных бозе-конденсатах, твёрдом гелии.
Сверхтекучесть объясняется следующим образом. Поскольку атомы гелия являются бозонами, квантовая механика допускает нахождение в одном состоянии произвольного числа частиц. Вблизи абсолютного нуля температур все атомы гелия оказываются в основном энергетическом состоянии. Поскольку энергия состояний дискретна, атом может получить не любую энергию, а только такую, которая равна энергетическому зазору между соседними уровнями энергии. Но при низкой температуре энергия столкновений может оказаться меньше этой величины, в результате чего рассеяния энергии попросту не будет происходить. Жидкость будет течь без трения.

### Конденсат Бозе — Эйнштейна
Получается в результате охлаждения бозе-газа до температур, близких к абсолютному нулю. В таком сильно охлаждённом состоянии достаточно большое число атомов оказывается в своих минимально возможных квантовых состояниях и квантовые эффекты начинают проявляться на макроскопическом уровне. Конденсат Бозе — Эйнштейна проявляет ряд квантовых свойств, таких как сверхтекучесть и резонанс Фешбаха.

### Фермионный конденсат
Представляет собой Бозе-конденсацию в режиме БКШ «атомных куперовских пар» в газах состоящих из атомов-фермионов.
(В отличие от традиционного режима бозе-эйнштейновской конденсации составных бозонов).
Такие фермионные атомные конденсаты являются «родственниками» сверхпроводников, но с критической температурой порядка комнатной и выше.

### Вырожденный газ
Газ, на свойства которого существенно влияют квантовомеханические эффекты, возникающие вследствие тождественности его частиц. Вырождение наступает в условиях, когда расстояния между частицами газа становятся соизмеримыми с длиной волны де Бройля; в зависимости от спина частиц выделяются два типа вырожденных газов — ферми-газ, образованный фермионами (частицами с полуцелым спином) и бозе-газ, образованный бозонами (частицами с целым спином).

### Сверхтекучее твёрдое тело
Термодинамическая фаза квантовой жидкости, представляющей собой твёрдое тело со свойствами сверхтекучей жидкости.

## Высокоэнергетические состояния

### Глазма
Состояние адронного поля, предшествующее при столкновениях кварк-глюонной плазме. Состоит из цветных токовых трубок. Глазма является особенностью теоретической модели «конденсата цветового стекла» (англ. color glass condensate) — подхода к описанию сильного взаимодействия в условиях высоких плотностей.
Глазма образуется при столкновении адронов друг с другом (например, протонов с протонами, ионов с ионами, ионов с протонами). Считается также, что в эволюции Вселенной состояние глазмы предшествовало кварк-глюонной плазме, которая существовала в первые миллионные доли секунды сразу после Большого взрыва. Время существования глазмы — несколько иоктосекунд.

### Кварк-глюонная плазма
Состояние вещества в физике высоких энергий и физике элементарных частиц, при котором адронное вещество переходит в состояние, аналогичное состоянию, в котором находятся электроны и ионы в обычной плазме. Ему предшествует состояние глазмы (глазма термализуется, то есть разрушается, порождая множество хаотично движущихся кварков, антикварков и глюонов: кварк-глюонную плазму).

## Состояния при большом давлении

### Нейтронное состояние
Принципиально отличное от других состояние вещества, состоящее только из нейтронов. В нейтронное состояние вещество переходит при сверхвысоком давлении, недоступном пока в лаборатории, но которое существует внутри нейтронных звезд. При переходе в нейтронное состояние, электроны вещества объединяются с протонами и превращаются в нейтроны. Для этого необходимо, чтобы силы гравитации сжали вещество настолько, чтобы преодолеть отталкивание электронов, обусловленное принципом Паули. В результате в нейтронном состоянии вещество полностью состоит из нейтронов и имеет плотность порядка ядерной. Температура вещества при этом не должна быть очень высокой (в энергетическом эквиваленте, в пределах от сотни МэВ).

## Другие состояния

### Тёмная материя
Форма материи, которая не испускает электромагнитного излучения и не взаимодействует с ним. Это свойство данной формы вещества делает невозможным её прямое наблюдение. Однако возможно обнаружить присутствие тёмной материи по создаваемым ею гравитационным эффектам.
Обнаружение природы тёмной материи поможет решить проблему скрытой массы, которая, в частности, заключается в аномально высокой скорости вращения внешних областей галактик.

### Сверхкритический флюид
Состояние вещества, при котором исчезает различие между жидкой и газовой фазой. Любое вещество, находящееся при температуре и давлении выше критической точки, является сверхкритической жидкостью. Свойства вещества в сверхкритическом состоянии промежуточные между его свойствами в газовой и жидкой фазе. Так, СКФ обладает высокой плотностью, близкой к жидкости, низкой вязкостью и при отсутствии межфазных границ поверхностное натяжение также исчезает. Коэффициент диффузии при этом имеет промежуточное между жидкостью и газом значение. Вещества в сверхкритическом состоянии могут применяться в качестве заменителей органических растворителей в лабораторных и промышленных процессах. Наибольший интерес и распространение в связи с определёнными свойствами получили сверхкритическая вода и сверхкритический диоксид углерода.

## Вырожденная материя
- Ферми-газ — 1-я стадия: электронно-вырожденный газ, наблюдается в белых карликах, играет важную роль в эволюции звёзд.
- 2-я стадия — нейтронное состояние: в него вещество переходит при сверхвысоком давлении, недостижимом пока в лаборатории, но существующем внутри нейтронных звёзд. При переходе в нейтронное состояние электроны вещества взаимодействуют с протонами и превращаются в нейтроны. В результате вещество в нейтронном состоянии полностью состоит из нейтронов и обладает плотностью порядка ядерной. Температура вещества при этом должна быть ниже триллиона градусов (в энергетическом эквиваленте не более сотни МэВ).
- При повышении температуры выше сотни МэВ в нейтронном состоянии начинают рождаться и аннигилировать разнообразные мезоны. При дальнейшем повышении температуры происходит деконфайнмент, и вещество переходит в состояние кварк-глюонной плазмы. Оно состоит уже не из адронов, а из постоянно рождающихся и исчезающих кварков и глюонов. Возможно[12], деконфайнмент происходит в два этапа.
- При дальнейшем неограниченном повышении давления без повышения температуры вещество коллапсирует в чёрную дыру
- При одновременном повышении и давления, и температуры к кваркам и глюонам добавляются иные частицы. Что происходит с веществом, пространством и временем при температурах, близких к планковской, пока неизвестно.